# Gmina Nowy Kawęczyn
Die Gmia Nowy Kawęczyn ist eine Landgemeinde im Powiat Skierniewicki der Woiwodschaft Łódź in Polen. Ihr Sitz ist das gleichnamige Dorf mit etwa 110 Einwohnern.

## Geschichte
Die Gemeinde wurde 1973 gebildet. Sie Kam 1975 zur Woiwodschaft Skierniewice, der Powiat wurde aufgelöst. Zum 1. Januar 1999 kam die Gemeinde wieder zur Woiwodschaft Łódź und zum wiedererrichteten Powiat Skierniewicki.
Die Vorgängerin der Landgemeinde, die Gmina Doleck wurde 1953 in Gmina Kawęczyn Nowy umbenannt und im folgenden Jahr in Gromadas aufgelöst. 

## Geographie
Die Gemeinde liegt im Nordwesten der Woiwodschaft. Nachbargemeinden sind Biała Rawska, Kowiesy, Puszcza Mariańska, Rawa Mazowiecka und Skierniewice.

## Landgemeinde
Zur Landgemeinde Nowy Kawęczyn mit einer Fläche von 104,4 km² gehören Dörfer mit 22 Schulzenämtern (sołectwa):
- Adamów
- Budy Trzcińskie
- Doleck
- Dukaczew
- Dzwonkowice
- Esterka
- Franciszkany
- Helenków
- Kaczorów
- Kawęczyn B
- Kazimierzów
- Kwasowiec
- Marianka
- Marianów
- Nowa Trzcianna
- Nowy Dwór
- Nowy Dwór-Parcela
- Nowy Kawęczyn
- Nowy Rzędków
- Podtrzcianna
- Psary
- Raducz
- Rawiczów
- Rzędków
- Sewerynów
- Stara Rawa
- Stary Rzędków
- Strzyboga
- Suliszew
- Trzcianna
- Zglinna Duża
- Zglinna Mała

## Verkehr
Durch die Gemeinde und ihren Hauptort führt die Woiwodschaftsstraße DW707, die Skierniewice im Norden mit Rawa Mazowiecka im Süden verbindet.
Die internationalen Flughäfen Łódź und Warschau sind etwa 55–60 Kilometer entfernt.